# Witbooi Einde
Witbooi Einde ist ein historischer Ort, etwa 125 Kilometer östlich der Regionalhauptstadt Keetmanshoop in der Region ǁKharasKlicklaut. Hier stellte sich Hendrik Witbooi der Schutztruppe für Deutsch-Südwestafrika entgegen.
Das Gebiet ist seit dem 24. Juni 2022 ein Nationales Denkmal.

## Quelle
- Annual Report 2021–2022. National Heritage Council of Namibia, S. 32 f.